# The Bird and the Bee (album)
The Bird and the Bee è il primo eponimo album in studio del gruppo musicale indie pop statunitense The Bird and the Bee, pubblicato nel 2007.

## Tracce
1. Again & Again – 2:46
2. Birds and the Bees – 3:51
3. Fucking Boyfriend – 3:15
4. I'm a Broken Heart – 4:31
5. La La La – 3:19
6. My Fair Lady – 3:36
7. I Hate Camera – 3:05
8. Because – 3:38
9. Preparedness – 3:36
10. Spark – 4:08

## Formazione
- Greg Kurstin - strumenti vari
- Inara George - voce